# Ukraiinka, Litîn
Ukraiinka (în ucraineană Українка) este un sat în comuna Kulîha din raionul Litîn, regiunea Vinnița, Ucraina.

## Demografie
Componența lingvistică a localității Ukraiinka
     Ucraineană (98,36%)
     Rusă (1,64%)
Conform recensământului din 2001, majoritatea populației localității Ukraiinka era vorbitoare de ucraineană (98,36%), existând în minoritate și vorbitori de rusă (1,64%).